# Kuh-e Bandaka
Kuh-e Bandaka (persiska: کوه بندکا), även kallat Tirgaran, är ett berg i Afghanistan. Det ligger i provinsen Badakhshan, i den nordöstra delen av landet, och ingår i bergskedjan Hindukush. Toppen på Kuh-e Bandaka är 6 812 meter över havet.